# Hugo Nunes
Pour les articles homonymes, voir Nunes.
Andrade Nunes est un nom portugais ; le premier nom de famille (d'usage facultatif) est Andrade et le second est Nunes.
Hugo Rafael Andrade Nunes, né le 17 novembre 1996 à Porto, est un coureur cycliste portugais. Il est membre de l'équipe Rádio Popular-Paredes-Boavista.

## Biographie
Dans les catégories de jeunes, Hugo Nunes termine notamment quatrième et meilleur jeune du Tour du Portugal juniors en 2014, puis cinquième de l'édition suivante. Il intègre le club Maia-Ribeiro's Bike Shop en 2016 pour ses débuts espoirs (moins de 23 ans). 
En 2016, il se classe notamment deuxième du championnat du Portugal sur route espoirs derrière Ruben Guerreiro. L'année suivante, il participe au Tour de l'Avenir, qu'il termine à la 41e place. Il est ensuite par son équipe Miranda-Mortágua en 2018, lorsque celle-ci accède au niveau continental. Durant cette saison, il prend la troisième place du Tour du Portugal de l'Avenir. 
En 2019, il rejoint l'effectif de Rádio Popular-Boavista, qui est l'une des meilleures équipes du pays. Lors du Tour du Portugal 2020, il s'échappe à plusieurs reprises et remporte le classement de la montagne. Il réalise ensuite une bonne saison 2022 dans le calendrier national portugais.

## Palmarès et résultats

### Palmarès par année
- 2016
  - 2e du championnat du Portugal sur route espoirs
- 2018
  - 3e du Tour du Portugal de l'Avenir
- 2022
  - 2e étape du Grand Prix Abimota
  - 2e de la Clássica Ribeiro da Silva
  - 2e du Grand Prix Abimota
- 2023
  - 2e de la Clássica da Primavera
- 2025
  - 3e étape du Tour du Portugal

### Classements mondiaux
| Année                                 | 2016  | 2017  | 2018  | 2019 | 2020 | 2021  | 2022  |
| ------------------------------------- | ----- | ----- | ----- | ---- | ---- | ----- | ----- |
| Classement mondial                    | 2695e | 2380e | 1992e | nc   | nc   | 2718e | 2141e |
| UCI Europe Tour                       | 1813e | 1542e | 1330e | nc   | nc   | 1774e | 1346e |
|                                       |       |       |       |      |      |       |       |
| Légende : nc = non classéSource : UCI |       |       |       |      |      |       |       |